# Église Saint-Maurice de Sens
Pour les articles homonymes, voir Église Saint-Maurice.
L'église Saint-Maurice est une église catholique située à Sens, en France, rue de l'Île d'Yonne. Elle dépend de l'archidiocèse de Sens-Auxerre. Elle n'est ouverte que quelques jours par an. Mais maintenant des messes y sont célébrées chaque samedi à 18h30. 

## Localisation
L'église est située à Sens dans le département français de l'Yonne. Elle se trouve au bord de l'Yonne, de l'autre côté du pont de l'Yonne.

## Histoire et description

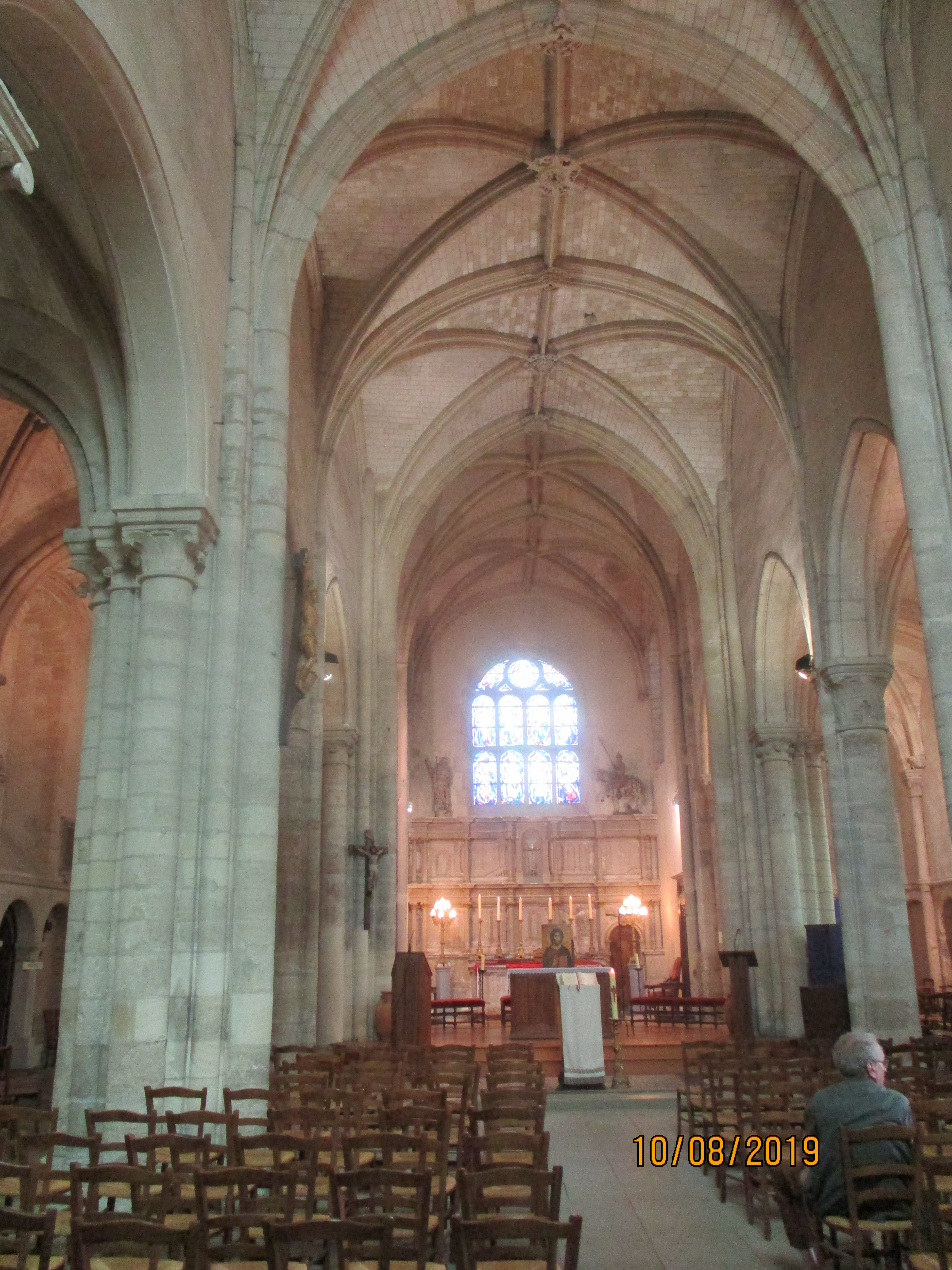
Intérieur de l'église.

L'édifice date de la seconde moitié du XIIe siècle. Il est remanié au XVIe siècle (façade occidentale et abside). C'était la paroisse des pêcheurs et des mariniers. Les fameux coches d'eau, les convois de bois et de tonneaux de vin partaient de la rive pour Paris ou Auxerre. L'église est classée au titre des monuments historiques en 1915. Les vitraux sont détruits par les bombardements du 15 juin 1940 et remplacés par des vitraux figuratifs des années 1950 sur fond bleu azur.
Son maître-autel provient d'une chapelle de la cathédrale de Sens. D'époque Renaissance, il présente un haut retable de pierre rythmé de pilastres et de niches, certaines abritant des décors de villes bibliques. Le devant de l'autel montre en bas-relief une scène biblique. Une statue équestre Renaissance polychrome en haut du retable présente à droite saint Maurice en armure, armé d'une lance, tandis que son cheval blanc est caparaçonné. De l'autre côté, se dresse saint André avec sa croix. La nef de gauche formant bas-côté se termine par une absidiole qui abrite la chapelle du Saint-Sacrement. Elle est éclairée d'une baie dont les vitraux modernes représentent saint Fort. Une relique de ce saint est en effet vénérée dans cette église. La nef de droite formant bas-côté se termine par une absidiole qui abrite la chapelle de la Vierge, dont le vitrail est au-dessus de l'autel. Une sculpture de pierre grise représente la Vierge à l'Enfant assise, dans le style champenois du XVIIe siècle. La sacristie à gauche recèle des reliques et des statues de bois du XVIe siècle de saint Vincent, de Saint Roch et de saint Fiacre. L'église ne possède pas de transept.

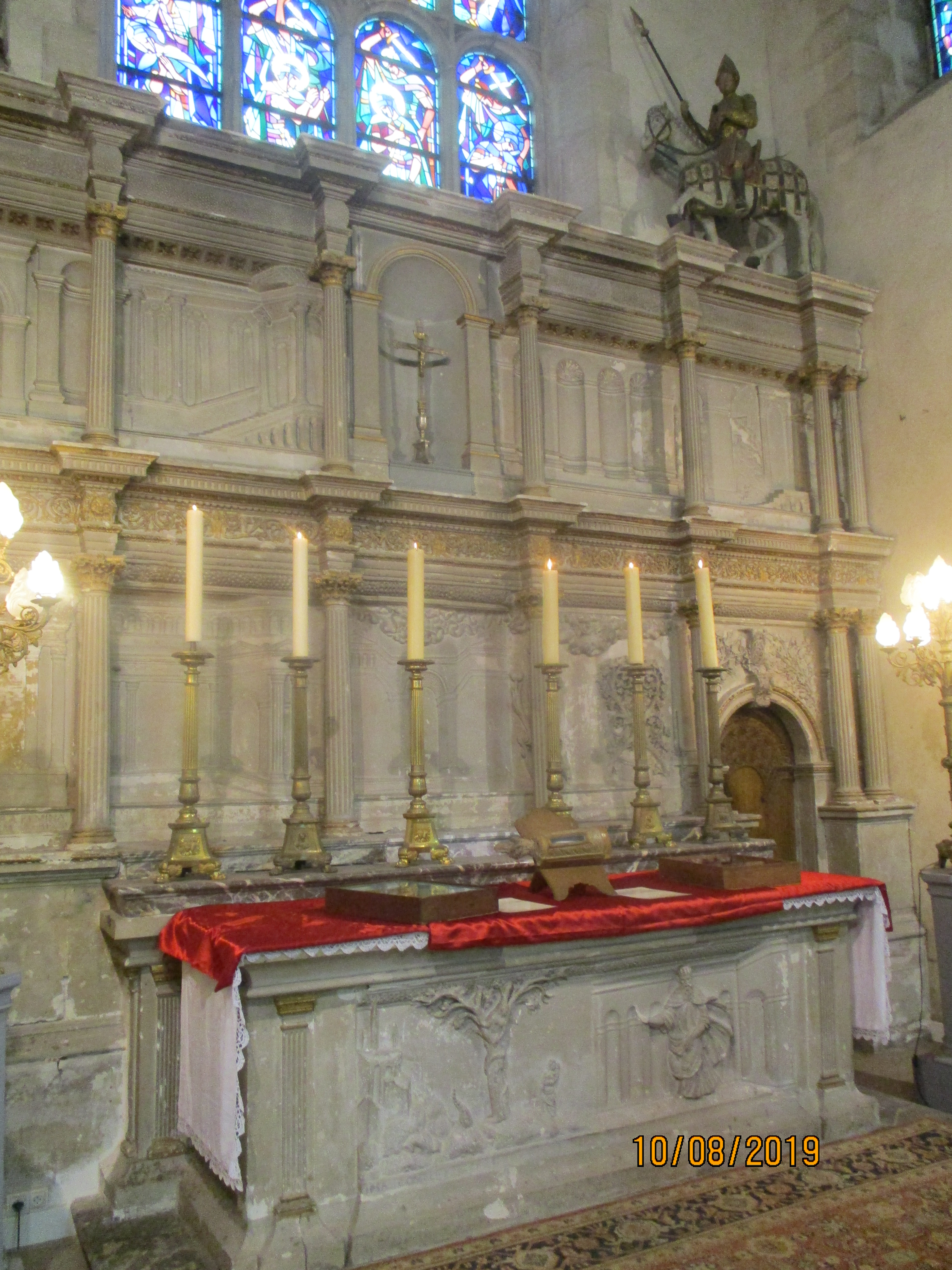
Maître-autel et retable

La façade Est (chevet plat) de l'église comprend des éléments de colombages qui donnent sur la rivière. Elle est surmontée d'une petite flèche d'ardoises. Son portail est décoré d'un tétragramme. On remarque une statue équestre de saint Maurice. On accède à l'église par trois issues : le grand portail occidental (habituellement fermé) duquel des marches descendent dans la nef, un petit portail au sud faisant face à l'escalier menant au pont et enfin une petite porte au nord.